# Zastrzeżenia patentowe
Zastrzeżenia patentowe (w przypadku wzoru użytkowego: zastrzeżenia ochronne) – cechy wynalazku definiujące zakres jego ochrony patentowej i stanowią element zarówno opisu patentowego, jak i zgłoszeniowego, który powinien zawierać co najmniej jedno zastrzeżenie patentowe.
Zastrzeżenia patentowe powinny być jasne, spójne (niesprzeczne) i oparte na opisie wynalazku i rysunkach, które służą do ich wykładni; określają cechy wynalazku, które łącznie podlegają ochronie (cechy znane oddzielone są od cech nowych słowami znamienny tym, że). Zastrzeżenia patentowe dzielą się na:
- niezależne – definiujące podstawowe i nieodłączne cechy wynalazku, oraz
- zależne – określające warianty i uzupełnienia dla cech występujących w zastrzeżeniach niezależnych.

Istnieją zasadniczo dwie skrajności w wykładni ochrony patentowej na podstawie zastrzeżeń patentowych:
- ochrona wynika ze ścisłej (dosłownej) interpretacji zastrzeżeń, przy korzystaniu z opisu i rysunków jedynie do rozwiązania i wyjaśnienia ewentualnych nieścisłości (dotyczących na przykład znaczenia użytych terminów technicznych)
- ochronę definiuje to, co znawcy dziedziny wynalazku mogliby wydedukować z opisu patentowego i rysunków, mając zastrzeżenia jako wskazówki do tego celu.

W myśl Konwencji o udzielaniu patentów europejskich faktyczny zakres ochrony patentowej leży między dwiema powyższymi skrajnościami.
Wymagania co do formy zastrzeżeń patentowych są bardzo zbliżone na całym świecie, a mimo to sprawa ta regulowana jest w każdym kraju oddzielnie przez inny akt prawny (w Polsce jest to ustawa Prawo własności przemysłowej, w przypadku patentu europejskiego zaś Konwencja o udzielaniu patentów europejskich). Pierwszym międzynarodowym aktem, który wspomina o zastrzeżeniach patentowych, nie precyzując jednak ich formy, jest nadal obowiązująca Konwencja paryska o ochronie własności przemysłowej z 1883 roku (artykuł 4). W Stanach Zjednoczonych zastrzeżenia patentowe stały się integralną częścią opisu wynalazku na mocy ustawy patentowej z 1790, jednak wówczas służyły raczej reklamie wynalazku, a nie jego ochronie prawnej. Współczesną interpretacje nadała w Stanach Zjednoczonych zastrzeżeniom patentowym ustawa patentowa 1870. 

## Przykład
Rysunek po prawej odwzorowuje wynalazek rozumiany jako spójny podzbiór pewnych cech wynalazczych spośród całego zbioru wynalazków świata (określanego jako stan techniki), gdzie:
- X – znane cechy wynalazku
- A, B, B1, D – nowe cechy wynalazku
- B2 i E – cechy, o których opis patentowy nie wspomina, a które mogą wiązać się z wynalazkiem.

W zgłoszeniu patentowym zamieszczono następujące zastrzeżenia patentowe:
1. Wynalazek mający cechy X, znamienny tym, że ma cechy A i B.
2. Wynalazek według zastrzeżenia 1 znamienny tym, że jako cechę B ma cechę B1.
3. Wynalazek według zastrzeżenia 1 albo 2 znamienny tym, że ma cechę D.

Na podstawie tych zastrzeżeń chronione są następujące warianty wynalazku:
1. wynalazek o cechach X•A•B (co wynika z zastrzeżenia nr 1)
2. wynalazek o cechach X•A•B1 (co wynika z zastrzeżeń nr 1 i 2 czytanych łącznie)
3. wynalazek o cechach X•A•B•D (co wynika z zastrzeżeń nr 1 i 3 czytanych łącznie)
4. wynalazek o cechach X•A•B1•D (co wynika z zastrzeżeń nr 1, 2 i 3 czytanych łącznie).

Opis wynalazku milczy jednak na temat cech B2 i E. Jeżeli cechy te mają zdolność patentową (to znaczy można je uznać za wynalazki), możliwe jest obejście patentu za pomocą wynalazku selektywnego lub patentu zależnego. 
W tym pierwszym przypadku nieujawnionej cechy B2 zakres ochrony wynalazku selektywnego mogą definiować na przykład następujące zastrzeżenia patentowe:
1. Wynalazek mający cechy X, A i B znamienny tym, że ma cechę B2.
2. Wynalazek według zastrzeżenia 1 znamienny tym, że ma cechę D.

Jeden z najbardziej znanych przykładów ominięcia ochrony patentowej w ten właśnie sposób znany jest jako „casus Epilady”.
W drugim przypadku nieujawnionej cechy E można uzyskać patent zależny (lub dodatkowy, jeżeli zgłaszającym będzie sam uprawniony), definiując zakres ochrony wynalazku na przykład w następujący sposób:
1. Wynalazek mający cechy X, A i B znamienny tym, że ma cechę E.
2. Wynalazek według zastrzeżenia 1 znamienny tym, że ma cechy D i E.

Uprawniony z patentu zależnego na taki wynalazek – X•A•(D+E) – będzie musiał uzyskać w takim przypadku zgodę na korzystanie z wcześniejszego wynalazku (znamiennego cechami X, A i B) od jego właściciela. Możliwe jest udzielenie sobie takiej zgody jednocześnie przez właścicieli obu patentów, na przykład na zasadach licencji wzajemnej.

## Zastrzeżenie patentowe typu szwajcarskiego
Gdy znane są efekty farmakologiczne danego związku chemicznego w leczeniu jednej choroby (np. grypy), a odkryto, że związek ten może być zastosowany w leczeniu zupełnie innej jednostki chorobowej (np. cukrzycy), ochronę takiego rozwiązania można uzyskać, formułując zastrzeżenie patentowe typu „szwajcarskiego”.
Ponieważ sam związek chemiczny jest znany, nie cechuje się już nowością i dlatego nie może zostać opatentowany. Ogólna idea wytworzenia leku zawierającego taki związek jest również znana (jest to tak zwane pierwsze zastosowanie medyczne). Wynalazcza jest zatem jedynie terapia danej choroby z zastosowaniem tego związku. Same sposoby leczenia ludzi i zwierząt metodami chirurgicznymi lub terapeutycznymi są jednak w większości krajów wyłączone z ochrony patentowej.
Zastrzeżenie typu szwajcarskiego ma formę: 
1. Zastosowanie związku X do wytwarzania leku do terapii Y.

Taka forma definiuje tak zwane drugie zastosowanie medyczne tego związku, a zastrzegając wytwarzanie leku, nie sposób leczenia, jest zgodna z prawem.